# The World's Most Hardest MC Project
The World's Most Hardest MC Project è il quinto album del rapper statunitense Styles P, pubblicato nel 2012 D-Block ed E1.
| Recensione | Giudizio |
| ---------- | -------- |
| AllMusic   | [ 1 ]    |
| HipHopDX   | [ 2 ]    |
| XXL        | [ 3 ]    |

## Tracce
1. Intro – 0:47
2. Araab Styles – 3:00 – AraabMuzik
3. I Know – 3:19 – Jahlil Beats
4. Like That – 3:18 – Buda Da Future, GrandzMuzik
5. Empire State High (featuring Sheek Louch) – 2:48 – Supastylez
6. Pop Out – 2:15 – Vinny Idol
7. Hoody Season – 2:31 – Black Saun
8. Monopolizing (featuring Bucky & Large Amount) – 3:26 – Vinny Idol
9. Shooter (featuring Snyp & A.P.) – 3:45 – Supastylez
10. Murda Mommy – 3:37 – Raphael RJ2
11. Outro – 0:42

## Classifiche settimanali
| Classifica (2012)         | Posizione massima |
| ------------------------- | ----------------- |
| US Independent Albums     | 29                |
| US Top Rap Albums         | 19                |
| US Top R&B/Hip-Hop Albums | 35                |